# Versandeinheit
Eine Versandeinheit, im logistischen Umgangston auch „Colli“ genannt, stellt den allgemeinen Begriff einer Ware dar, die versendet werden soll. 
Der Begriff Versandeinheit als solches ist ein generalisierter Begriff, um Abgrenzungen gegen die Versandstücke zu schaffen. Eine Versandeinheit ist das Gut, welches von einem Absender zu einem Empfänger mit einem Satz Warenbegleitpapieren versendet wird. Hieraus ist erkennbar, dass die Versandeinheit im Gegensatz zum Versandstück durchaus aus mehreren Positionen bestehen kann.